# باكس (المجر)
باكس هي بلدة صغيرة تقع في مقاطعة تولنا جنوب المجر.